# Amt Osterrönfeld

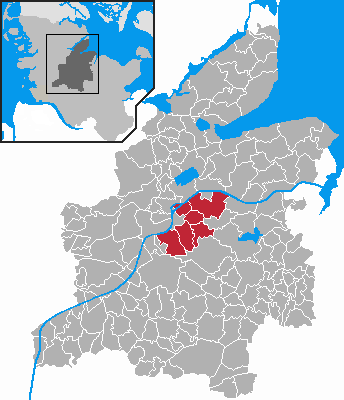
Lage des ehem. Amtes Osterrönfeld im Kreis Rendsburg-Eckernförde

Wappen des ehem. Amtes Osterrönfeld

Flagge des ehem. Amtes Osterrönfeld

Das Amt Osterrönfeld war ein Amt im Kreis Rendsburg-Eckernförde in Schleswig-Holstein. Die Amtsgeschäfte wurden von der hauptamtlich verwalteten Gemeinde Osterrönfeld geführt. Das Amt hatte zuletzt etwa 8000 Einwohner und eine Fläche von rund 80 km² und bestand aus den Gemeinden
1. Bovenau
2. Haßmoor
3. Ostenfeld (Rendsburg)
4. Osterrönfeld
5. Rade b. Rendsburg
6. Schülldorf

Mit Ablauf des 31. Dezember 2007 schlossen sich die Gemeinden des Amtes mit der bis dahin amtsfreie Gemeinde Schacht-Audorf zum Amt Eiderkanal zusammen.

## Wappen und Flagge
Blasonierung: „In Rot eine silberne Scheibe, kreisförmig begleitet von sechs mit den Stielen der Scheibe zugewandten silbernen Eichenblättern.“